# تادامي ياسودا
تادامي ياسودا (باليابانية: 安田 忠臣) (4 أغسطس 1987 في فوكوكا في اليابان – )؛ هو لاعب كرة قدم كان يلعب كمدافع.

## وصلات خارجية
- تادامي ياسودا على موقع عالم كرة القدم.نت (الإنجليزية)